# هنریکوس ترومپ
هنریکوس ترومپ (انگلیسی: Henricus Tromp; ۱۹ مارس ۱۸۷۸ – ۱۷ آوریل ۱۹۶۲) قایقران روئینگ اهل هلند بود.